# TERA1型柴油机车
TERA1型柴油机车（俄语：ТЭРА1），又称JT46DM型柴油机车（通用动力公司设计代号），是俄罗斯铁路的柴油机车车型之一，由俄罗斯柳迪诺沃内燃机车制造厂和美国通用动力公司（GM）联合研制，于1998年研制成功。TERA1型柴油机车是单节八轴的交—直流电传动干线货运柴油机车，机车的车体、走行部、制动系统等部分由柳迪诺沃内燃机车制造厂制造，柴油机、牵引传动装置、辅助设备和微机控制系统由通用动力公司制造。该型机车仅仅试制了两台，经试验后并未投入批量生产。

## 技术特点

### 总体结构
TERA1型柴油机车是干线货运柴油机车，车体采用全钢焊接的整体承载式结构，机车两端各设有一个司机室。司机室的设计考虑了人体工程学的要求，并设有隔音和空调设备，改善了司机的工作环境。机车走行部为两台完全相同的四轴转向架，采用了与TEM7型柴油机车相同的中间构架式四轴转向架，每台四轴转向架由两台二轴转向架、一个中间构架组成，二轴转向架采用外吊杆与中间构架相连，车体上部全部重量通过八个滚柱旁承和二系弹簧悬挂装置，将载荷均匀地分配在前后两台四轴转向架上。二轴转向架通过用低位斜牵引拉杆机构向中间构架传递牵引力或制动力，再由中间构架通过长颈中心销向车体传递牵引力。

### 柴油机
机车的动力装置为一台通用动力公司的16-710G3B型柴油机，该型柴油机同样被用于SD70系列柴油机车，是一种16气缸、二冲程、废气涡轮增压的V型中速柴油机；气缸直径为230.2毫米，活塞行程279.4毫米，气缸夹角为45°，额定转速为每分钟900转，装车功率为4,165马力（3,063千瓦）。柴油机采用二级空气净化系统，新鲜空气分别通过惯性过滤器和玻璃纤维过滤器，再输入到涡轮增压器。

### 传动系统
TERA1型机车的主传动系统主要由主发电机、整流装置、牵引电动机、电阻制动装置等组成。牵引状态时，柴油机直接驱动同步牵引发电机发出三相交流电，经由整流装置转换成直流电，向二台转向架上的八台并联的直流牵引电动机供电，从而产生转矩，并通过传动齿轮驱动轮对。
机车装用一台AR11WBA型主发电机，额定功率为2862千瓦。辅助发电机设在牵引发电机和柴油机之间，从而简化了整台机车的结构。辅助发电机的功率为200千瓦，用于为主发电机励磁、冷却风机、蓄电池充电器、辅助电机及电器等供电。整流装置为二极管整流器，采用三相全波桥式整流电路，额定输出直流电压为1500伏。牵引电动机为D87BTR型直流串励牵引电动机，额定功率为340千瓦，采用通风冷却。
机车采用了通用动力公司的“EM200”微机控制系统，具有柴油机控制、牵引控制、制动控制、恒功励磁控制、辅助电源控制、重联控制、粘着控制、故障诊断和检测等功能。